# Boletaceae
Le Boletaceae Chevall., 1826 sono una famiglia di Funghi dell'ordine Boletales.
Recenti cambiamenti nella tassonomia delle Boletaceae hanno eliminato molti membri, ma rimane comunque una famiglia numerosa.

## Generi di Boletaceae
Si riportano qui di seguito i generi facenti parte della famiglia delle Boletaceae.
Molti generi sono stati spostati in altre famiglie più piccole in base a studi di filogenesi molecolare che hanno mostrato grosse differenze anche in presenza di similarità fisiche. Per esempio il genere Suillus è stato spostato nelle Suillaceae.
| - Afroboletus Pegler & T.W.K.Young, 1981 - Alessioporus Gelardi, Vizzini & Simonini, 2014 - Aureoboletus Pouzar, 1957 - Australopilus Halling & Fechner, 2012 - Austroboletus Wolfe, 1980 - Baorangia G. Wu & Zhu L. Yang, 2015 - Boletellus Murrill, 1909 - Boletochaete Singer, 1944 - Boletus L., 1753 - Borofutus Hosen & Zhu L.Yang, 2012 - Buchwaldoboletus - Butyriboletus D.Arora & J.L.Frank, 2014 - Cacaoporus Raspé & Vadthanarat, 2019 - Chalciporus Bataille, 1908 - Chamonixia - Exsudoporus Vizzini, Simonini & Gelardi, 2014 - Fistulinella - Gastroboletus - Gastroleccinum Harry D. Thiers, 1989 - Gastrotylopilus - Gyrodon - Hemileccinum Josef Šutara, 2008 - Imleria Vizzini, 2014 - Leccinum Gray, 1821 | - Neoboletus Gelardi, Simonini & Vizzini, 2014 - Paxillogaster - Phylloboletellus - Phylloporus - Porphyrellus - Pseudoboletus - Pulverboletus - Royoungia - Rubroboletus - Setogyroporus - Singeromyces - Sinoboletus - Strobilomyces - Suillellus Murrill, 1909 - Sutorius Halling, Nuhn & Fechner, 2012 - Tubosaeta - Tylopilus - Veloporphyrellus - Xanthoconium - Xerocomellus Šutara, 2008 - Xerocomus Quél., 1887 - Zangia Yan C.Li & Zhu L.Yang, 2011 |

## Galleria d'immagini

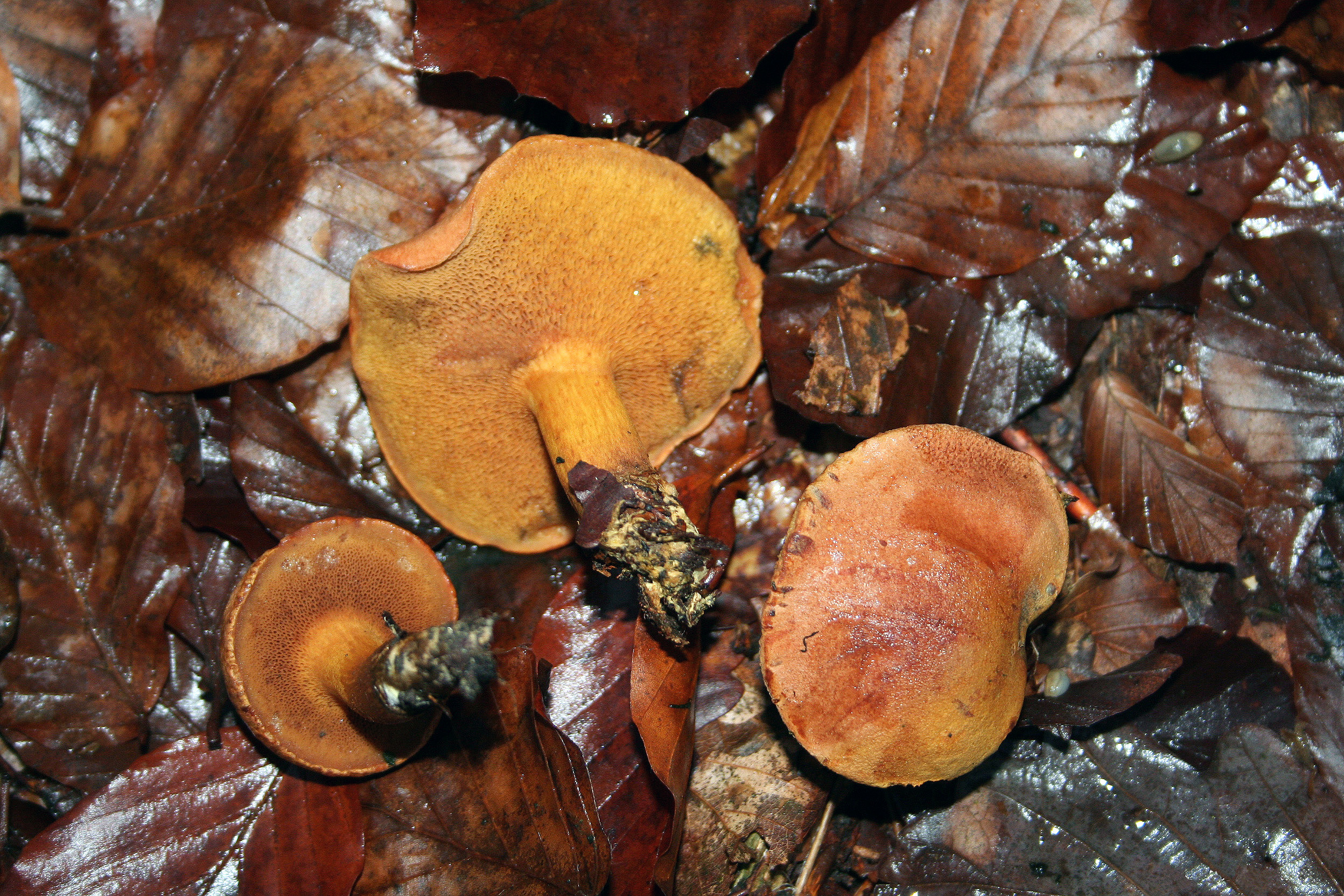
Chalciporus piperatus
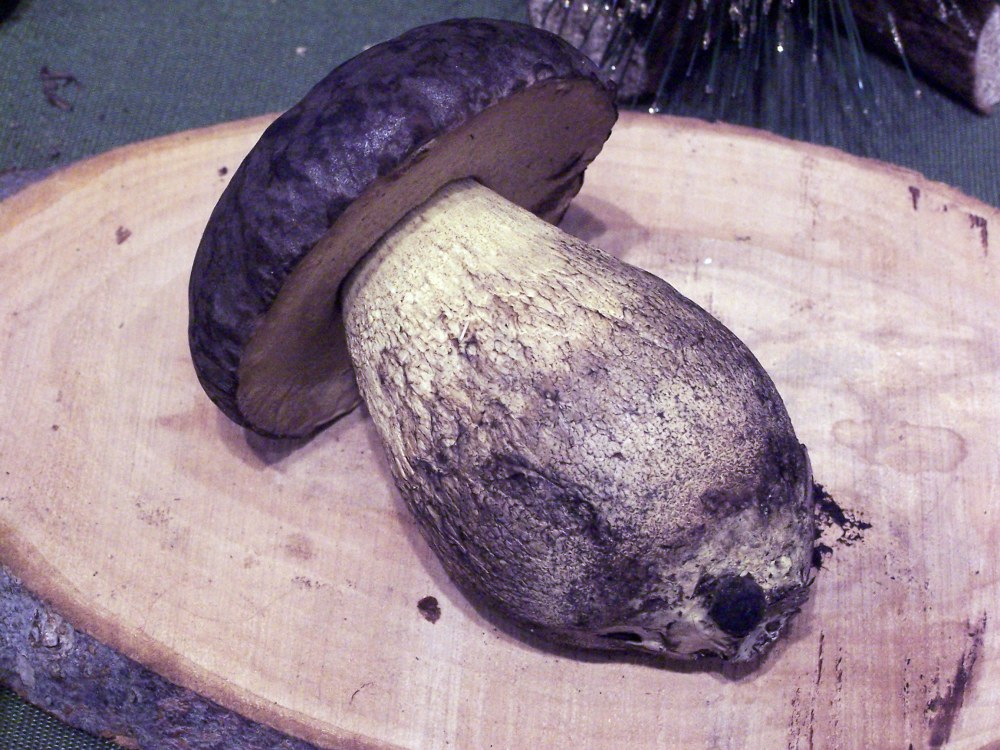
Leccinum lepidum
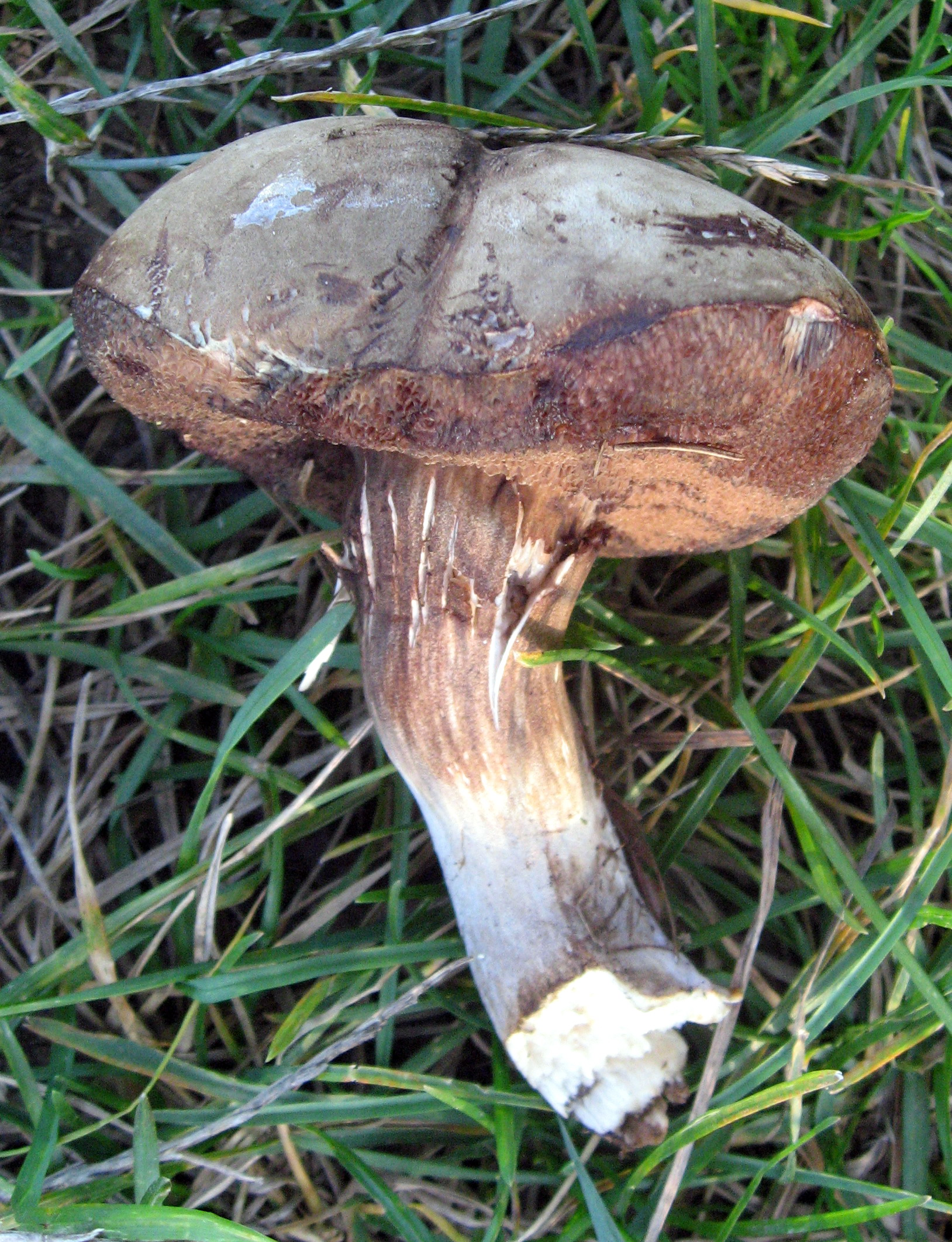
Porphyrellus porphyrosporus
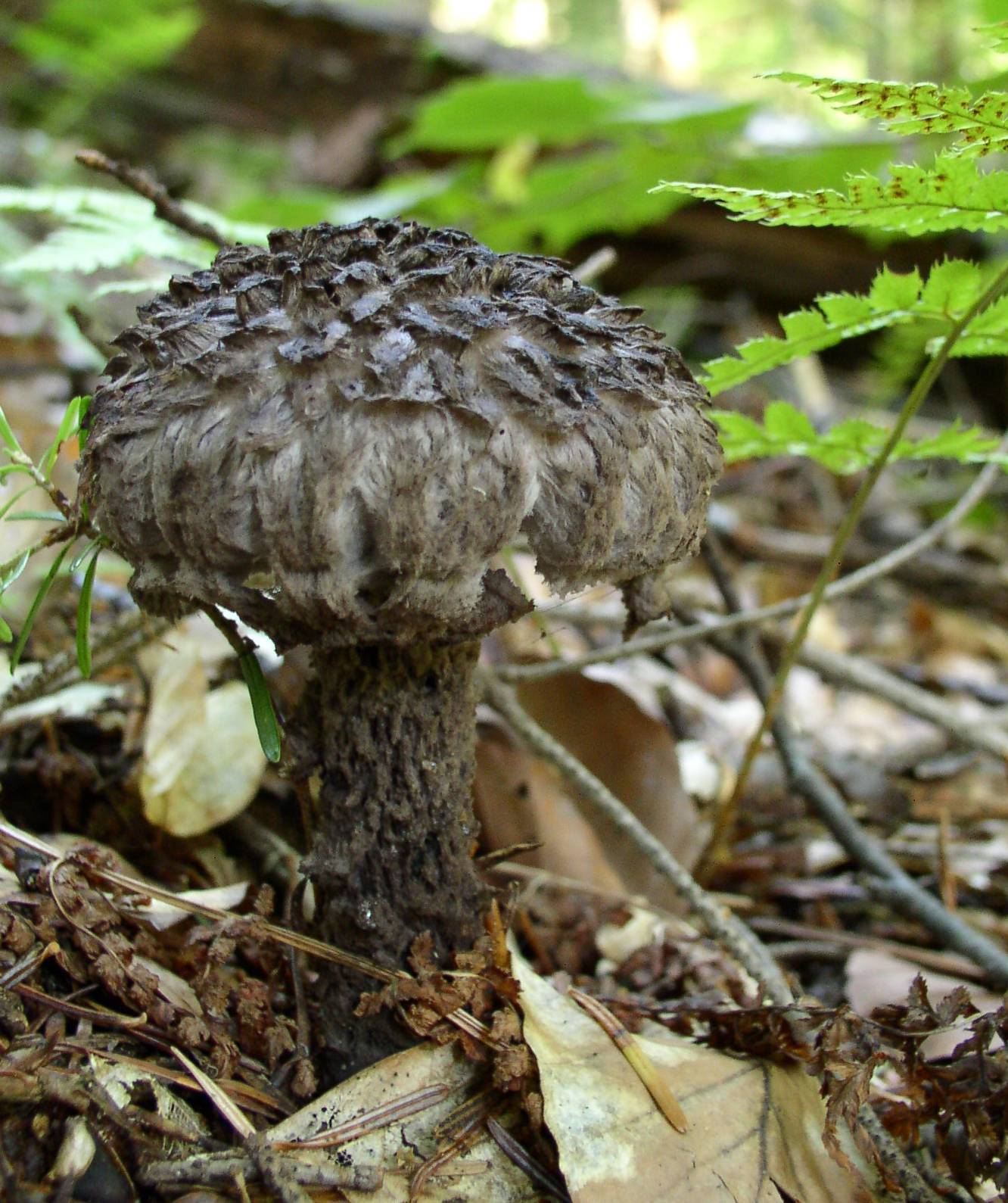
Strobilomyces strobilaceus
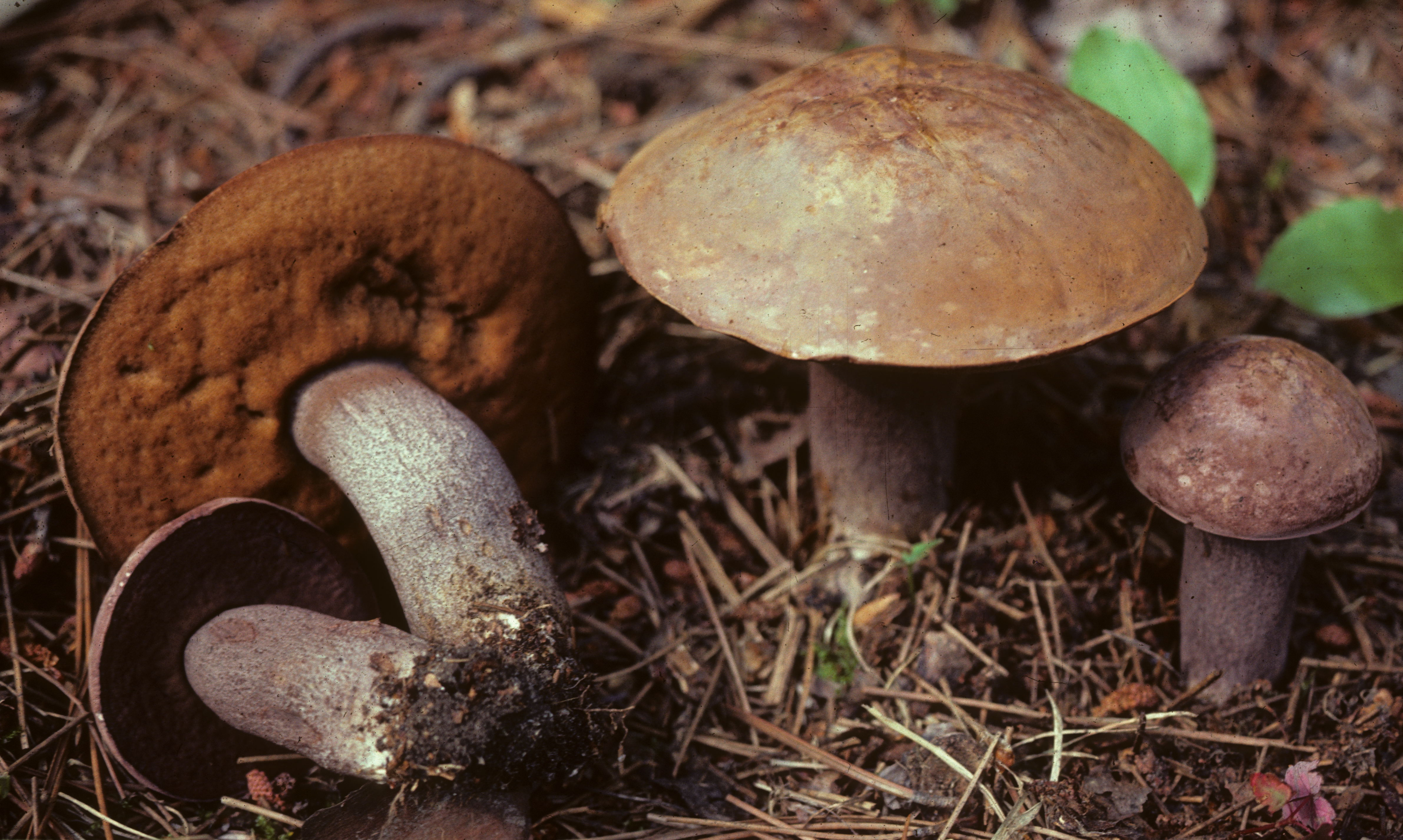
Sutorius eximius
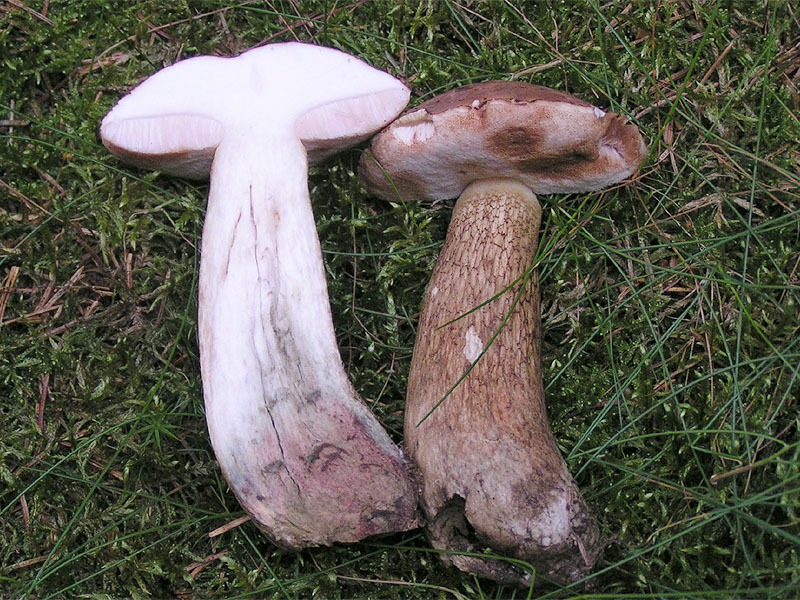
Tylopilus felleus